# Abuso

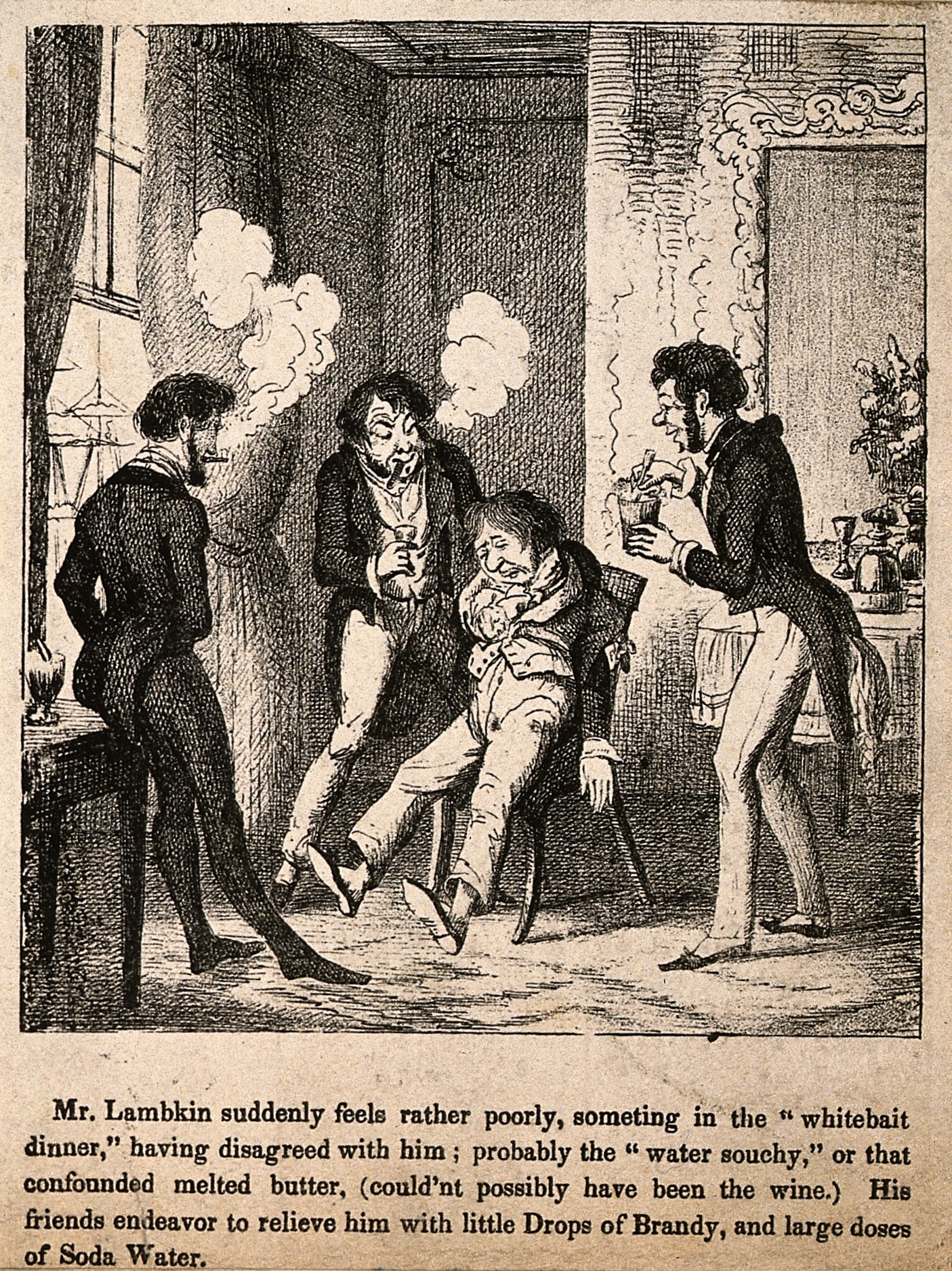
Gravura mostrando uma pessoa que comeu e bebeu em demasia: o excesso de comida e bebida é uma forma de abuso

Abuso (do termo latino abusu) indica um comportamento inadequado, excessivo, contrário aos costumes e à harmonia. Em sentido estrito, refere-se a abuso sexual.

## Definição
Em termos de relações humanas, o conceito de abuso aplica-se a qualquer ação humana onde exista uma precondição de desnível de poder, seja ele em relação a objetos, seres, legislações, crenças ou valores.
Entendendo-se poder como uma condição de possibilidade de ação, em função do desejo ou iniciativa consciente ou não. A contrapartida da liberdade absoluta de ação são os delimitadores que ocorrem na realidade. Estes delimitadores partem de diversas fontes, e a sua existência prescinde de uma consequência após a ação, em geral, negativa.
Abuso é um termo que existe correlacionado e intimamente subordinado a questões valorativas, de um ponto de vista ético e moral, mas também científico (abuso de substâncias viciantes discretas, por exemplo). O abuso é semelhante à transgressão, onde, da mesma forma, há uma restrição conhecida pelo atuante e, em geral, determinada coletivamente, também de ordem moral, científica, legislativa, cultural ou em qualquer nível público, que torna, o ato da transgressão, uma infração a uma lei qualquer. O abuso, contudo, pode vir associado à ideia de poder do abusador sobre o "objeto" abusado, que não pode ou não quer (por motivos intimidatórios reais ou não) resistir e/ou se contrapor ao abuso.

## Exemplos
- Abuso infantil
- Abuso sexual
- Assédio moral
- Assédio sexual
- Bullying
- Intimidação
- Vício